# Cantonul Annonay-Sud
Cantonul Annonay-Sud este un canton din arondismentul Tournon-sur-Rhône, departamentul Ardèche, regiunea Rhône-Alpes, Franța.

## Comune
- Annonay (parțial, reședință)
- Monestier
- Roiffieux
- Saint-Julien-Vocance
- Talencieux
- Vanosc
- Vernosc-lès-Annonay
- Villevocance
- Vocance